# Chris Serle
Christopher Richard Serle (Bristol, 13 de julio de 1943-16 de septiembre de 2024), conocido como Chris Serle, fue un presentador de televisión, reportero y actor británico.

## Biografía

### Primeros años y carrera
Christopher Richard Serle se educó en el Clifton College y el Trinity College de Dublín, donde estudió lenguas modernas. Apareció como coprotagonista del comediante irlandés Dave Allen en su serie Dave Allen at Large en 1971, pero obtuvo mayor reconocimiento público en el Reino Unido como uno de los presentadores de la serie de televisión That's Life!.  Más tarde presentó y apareció en In at the Deep End, una serie en la que él y su excompañero de That's Life! El presentador Paul Heiney se vieron obligados a enfrentarse a situaciones profesionales sin conocimientos previos.
En la década de 1980 presentó Windmill, en el que se mostraban clips de los archivos de la BBC sobre temas específicos (llamado así porque la base de los archivos de la BBC en ese momento estaba en Windmill Road, Brentford). También presentó los programas de respuesta de los espectadores Points of View, The Computer Programme, y Monkey Business. En radio, fue presentador habitual de Pick of the Week entre 1981 y 1988, y presentador invitado frecuentemente hasta 2006. También fue entrevistador y presentador de la serie Greek Language and People de BBC con Katia Dandoulaki. Desde 2005 se desempeñó como presidente honorario del Bristol Hospital Broadcasting Service, una organización benéfica registrada que proporciona un servicio de radio a los hospitales de Bristol.
Serle apareció en un episodio del programa de juegos de la BBC, The Adventure Game, con Sandra Dickinson y Adam Tandy en febrero de 1984. También presentó The Afternoon Show de Radio Bristol de BBC durante varios años.
Serle se casó dos veces y tuvo cinco hijos. Fue presidente del Museo del Motor Atwell-Wilson.